# Feralpisalò
Feralpisalò je italský fotbalový klub hrající v sezóně 2024/25 ve 3. italské fotbalové lize sídlící ve městě Salò v regionu Lombardie. Své zápasy hraje na stadionu Stadio Leonardo Garilli v Piacenze.
Klub byl založen v roce 2009 díky sloučení dvou klubů ''Associazione Calcio Salò a Calcio Feralpi Lonato do nového Feralpisalò. Iniciativu podpořila feralpi group, holdingová společnost Brescian v ocelářském sektoru, jejíž patron Giuseppe Pasini se také ujal předsednictví klubu.
Vzhledem k tomu, že ve městě Lonato del Garda není vybaven dobrým stadionem pro hraní nejvyšší amatérské kategorie, začal klub hrát na stadioně Stadio Lino Turina v Salò.
Nejlepšího umístění dosáhl v sezoně 2022/23, když vyhrál svou skupinu a postoupil tak poprvé do 2. ligy.

## Změny názvu klubu
- 2009/10 – Feralpisalò (Feralpisalò)

## Získané trofeje

### Vyhrané domácí soutěže
- 3. italská liga (1×)

2022/23

## Účast v ligách
| Úroveň soutěže | Název soutěže (nynější název) | První hraná sezona | Poslední hraná sezona | celkem odehraných sezon |
| -------------- | ----------------------------- | ------------------ | --------------------- | ----------------------- |
| 2              | Serie B                       | 2023/24            | 2023/24               | 1                       |
| 3              | Serie C                       | 2011/12            | 2024/25               | 13                      |
| 4              | Serie D                       | 2009/10            | 2010/11               | 2                       |

## Fotbalisté

### Známí hráči v klubu
- Andrea Caracciolo – (2018–2020) reprezentant  medailista z ME U21 2002+ME U21 2004

## Česká stopa
- Jaroslav Šedivec (2011/12)